# Alsószeliscse
Alsószelistye (ukránul: Нижнє Селище [Nyizsnye Szeliscse]) falu Ukrajnában, Kárpátalján, a Huszti járásban.

## Fekvése
Huszttól északkeletre, a Husztica-patak völgyében, Husztköz és Gernyés közt fekvő település.

## Története
Alsószelistye nevét 1455-ben említette először oklevél Selisthe néven. 1485-ben Selesthye, 1610-ben Szylystye, 1659-ben Szelestye, 1715-ben Szeliste néven írták.
Szelistyét a 15. század elején a Rosályi Kún család telepítette. 1542-ben Nagyvati János, 1550-ben Kun László birtoka. 1600-ban Kun László, Soklyói Szabó Balázs és Tarnóczi Simon volt a település birtokosa.
1910-ben 1754 lakosából 23 magyar, 205 német, 1516 ruszin volt. Közülük 1541 görögkatolikus, 212 izraelita volt. A trianoni békeszerződés előtt Máramaros vármegye Huszti járásához tartozott.

## Népessége
| 1910 | 1 754 |
| 2002 | 3 044 |

## Híres emberek
- Itt született Omeljan Dmitrovics Dovhanics (1930. május 8. – 2009. október 31.) ukrán  történész, újságíró, pedagógus.